# Halász István (labdarúgó, 1962)
Halász István (Letenye, 1962. március 11. –) ifjúsági válogatott magyar labdarúgó, csatár.

## Pályafutása
1975-ben került a Pacsai Labdarúgó Kollégiumba, ahol csak egy tanévet töltött el. 1976-ban a XII. nyári úttörő-olimpián Csillebércen első helyezést ért el a Pacsa Általános iskolával labdarúgás nagypályás szakágban.
1976 és 1980 a Zalaegerszegi TE korosztályos csapataiban szerepelt. Az 1979–80-as idényben ifjúsági bajnok lett a ZTE együttesével. Az országos címet eldöntő torna öt csapatos versenyén három góllal a torna gólkirálya lett.
1979 és 1981 között a ZTE NB I-es csapatában szerepelt. Ő volt az első labdarúgó, aki a Pacsai Kollégiumban kezdte a labdarúgást és az élvonalban is bemutatkozott. 1981 és 1986 között az NB II-es Keszthelyi Haladás labdarúgója volt. 1982-ben sorkatonai szolgálata alatt a szentendrei Kossuth KFSE csapatában játszott. 1986 és 1989 között a Tapolcai Bauxitbányász labdarúgója volt.
Az 1978–79-ben a ifjúsági válogatott tagja volt.

## Sikerei, díjai
Zalaegerszegi TE
- Magyar ifjúsági bajnokság
  - bajnok: 1979–80